# قصی الضحاک
قصی عبدالجبار الضحاک سیاستمدار و دیپلمات سوری. وی از ۲۰ دسامبر ۲۰۲۳ به عنوان نماینده دائم سوریه در سازمان ملل متحد فعالیت می‌کند.
قصی الضحاک از سال ۲۰۰۱ در سمت‌های مختلفی مشغول به کار بوده است؛ از جمله:
- دبیر سوم سفارت سوریه در چین ۲۰۰۴–۲۰۰۹
- دیپلمات در هیئت نمایندگی دائم سوریه در سازمان ملل متحد ۲۰۱۲–۲۰۱۶
- مدیر اداره سازمان‌ها و کنفرانس‌های بین‌المللی در وزارت خارجه سوریه ۲۰۱۶–۲۰۱۸
- مشاور در نمایندگی دائم سوریه در نیویورک ۲۰۱۸–۲۰۲۰
- نمایندگی دائم سوریه در سازمان ملل متحد از ۲۰۲۳.[۲][۳][۴]

قصی الضحاک فرزند عبدالجبار الضحاک، استاد زیست‌شناسی و دیپلمات سابق سوری است که به عنوان وزیر نفت و سفیر سوریه در الجزایر خدمت می‌کرد همچنین وی قبل از درگذشت در سال ۲۰۲۰ به عنوان استاد دانشگاه دمشق مشغول به کار بود.